# جوجو، توکیو

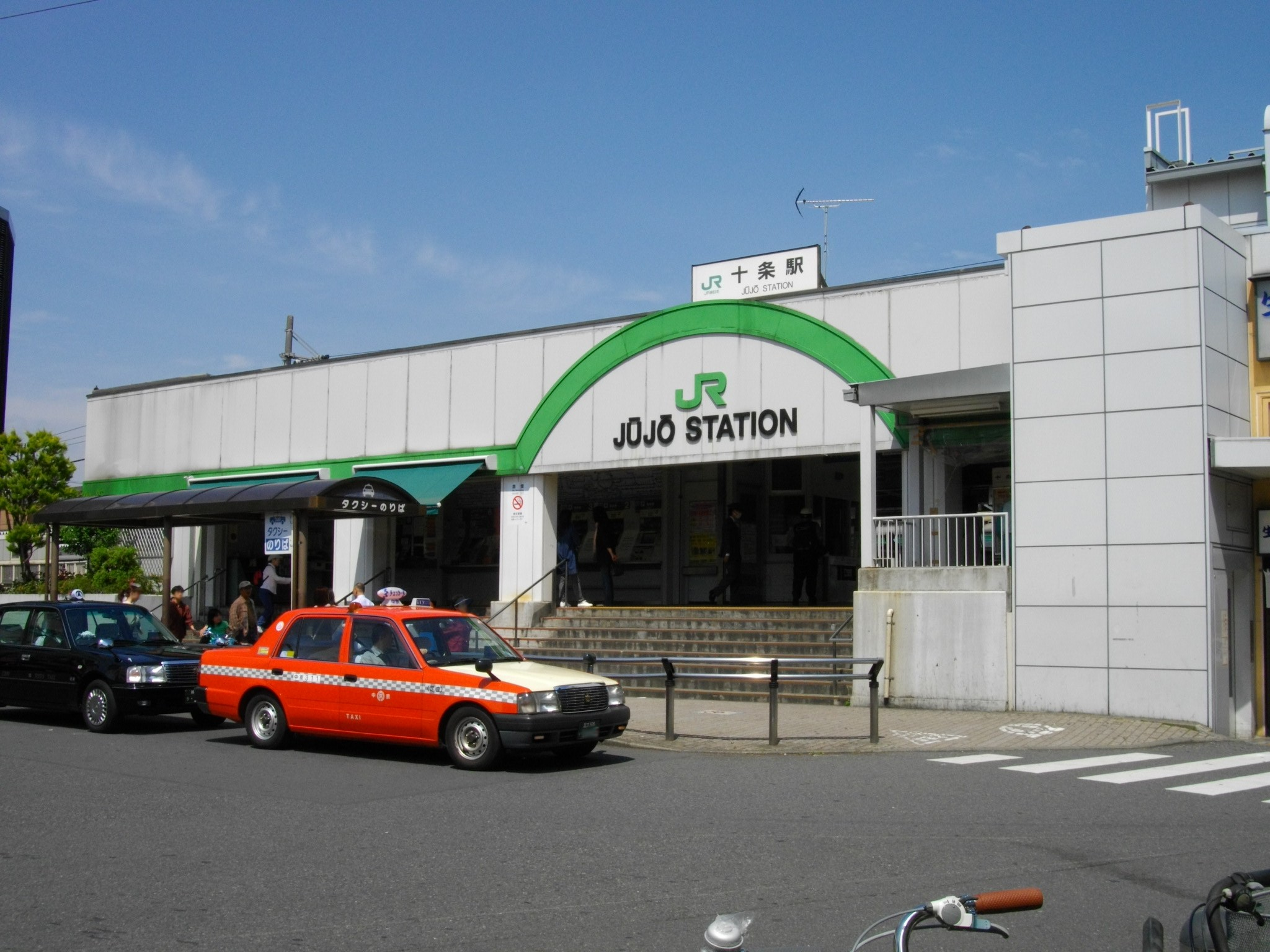
ایستگاه جوجُو

جوجُو (به ژاپنی: (十条, Jūjō) یکی از محله‌های توکیو پایتخت ژاپن است که در منطقهٔ کیتا واقع شده‌است.

## ایستگاه راه آهن
- جی آر، خط سایکیو، ایستگاه جوجُو